# دايفيد ليندسي
دايفيد ليندسي (بالإنجليزية: David Lindsay)‏ هو مستكشف أسترالي، ولد في 20 يونيو 1856 في Goolwa, South Australia ‏ في أستراليا، وتوفي في 17 ديسمبر 1922 بسبب نوبة قلبية.